# Njuohčamberg
Het Njuotjanberg, Zweeds: Njuotjanvaara, Samisch: Njuohčamvárri, is een berg in het noorden van Zweden. De berg is 613 meter hoog en ligt in de gemeente Kiruna op de oostelijke oever van het Njuotjanmeer. De Europese weg 10 en de Ertsspoorlijn komen tussen beide door.
afwatering westhelling: meer Njuotjanmeer → Njuotjanjåkka → West Suorri → Rautasrivier → 

afwatering oosthelling: meer Kaitasmeer → Rautasrivier → 

en verder → Rautasrivier → Torne → Botnische Golf